# جورجيون
الجورجيون (بالجورجيَّة: ქართველები) أو الكرج (في الاستخدام العربي القديم) هم أمة ومجموعة عرقية أصلية قوقازية مقيمة في جورجيا. كما توجد مجتمعات جورجية كبيرة في جميع أنحاء روسيا وتركيا واليونان وإيران وأوكرانيا والولايات المتحدة وجميع أنحاء الاتحاد الأوروبي وغيرها من الدول، ويصل تعداد الجورجيين في العالم إلى حوالي 4 ملايين نسمة.
نشأ الجورجيون من الحضارات الكولخيسية والإيبرية القديمة. بعد تنصير الإيبيريا من قبل القديسة نينو أصبح الجورجيين من أوائل الشعوب الذين اعتنقوا الديانة المسيحية في أوائل القرن الرابع، والآن غالبية الجورجيين هم من المسيحيين الأرثوذكس الشرقيين ومعظمهم يتبعون الكنيسة الوطنية الكنيسة الجورجية الأرثوذكسية. وهناك أيضا جاليات صغيرة كاثوليكية ومُسلمة في جورجيا في تبليسي وأجاريا، فضلاً عن عدد من الجورجيين غير المتدينين.

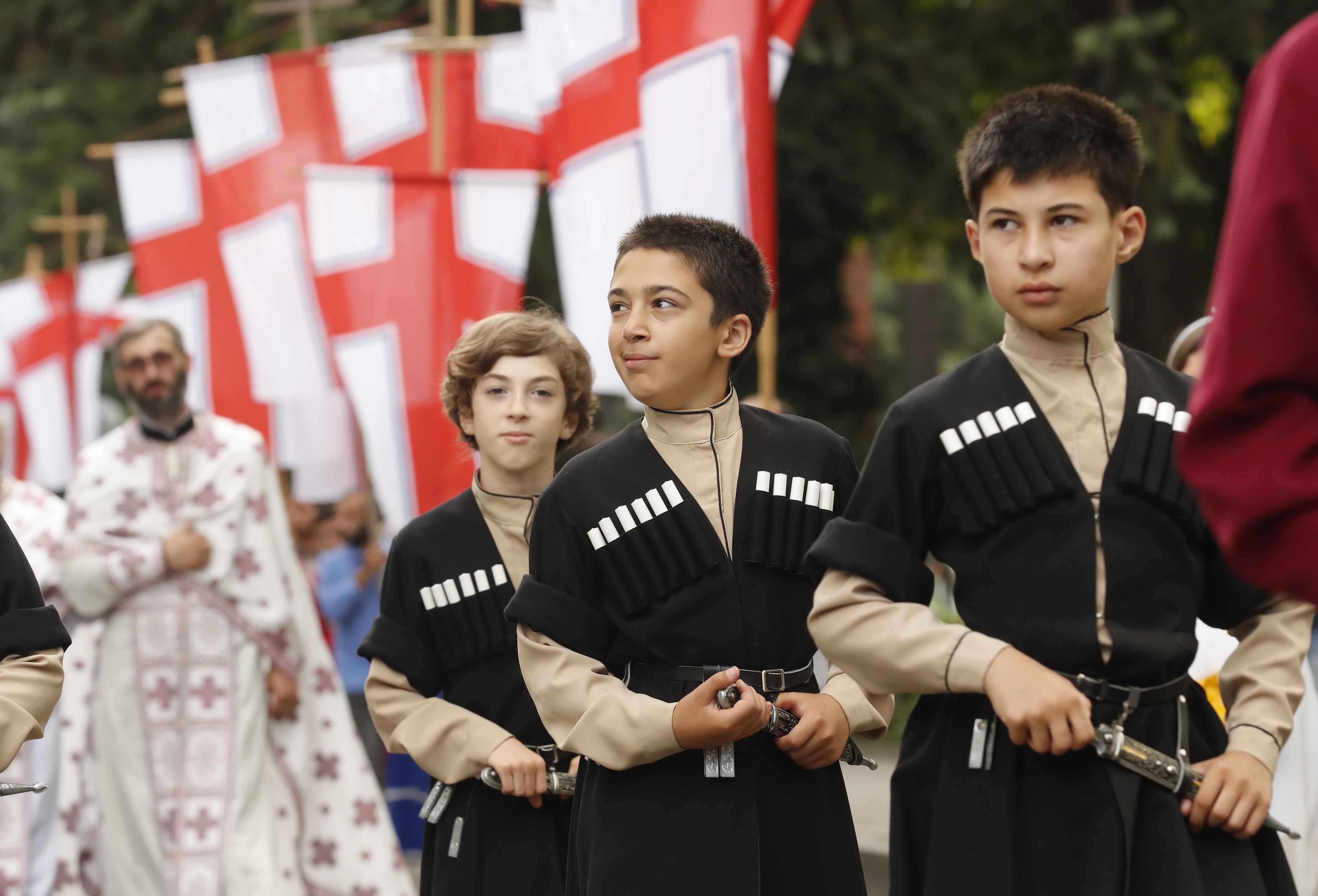
جورجيون بالزي التقليدي

وقد أدت العملية المعقدة لتشكيل الدولة إلى نشأة مجموعة متنوعة من المجموعات الفرعية الجغرافية من الجورجيين، لكل منها تقاليدها المميزة وأخلاقها ولهجاتها، وفي حالة السافان والمرغلانيين، لديهم اللغات الإقليمية الخاصة بهم. اللغة الجورجية، مع نُظم الكتابة الفريدة الخاص بها والتقاليد المكتوبة الواسعة، والتي تعود إلى القرن الخامس، هي اللغة الرسمية لجورجيا ولغة تعليم جميع الجورجيين الذين يعيشون في البلاد.
يقع الشعب الجورجي في القوقاز، على مفترق طرق أوروبا القارة ذات الأغلبية المسيحية وغرب آسيا ذات الطابع الإسلامي، وشكلت مملكة جورجية موحدة في أوائل القرن الحادي عشر، والتي افتتحت العصر الذهبي الجورجي، وهو أعلى قوة سياسية وثقافية للأمة. استمر هذا حتى تم إضعافه من قبل الغزوات المغولية، وكذلك بسبب الانقسامات الداخلية بعد وفاة جورج الخامس، وهو آخر ملوك جورجيا. بعد ذلك وخلال الفترة المبكرة الحديثة، أصبح الجورجيين منقسمين سياسياً وهيمنت عليهم الدولة العثمانية والسلالات المتعاقبة في بلاد فارس. ولضمان بقاء نظام حكمه، في عام 1783، قام هرقل الثاني من مملكة كارتلي-كاخيتي الشرقية الجورجية بتشكيل تحالف مع الإمبراطورية الروسية. ومع ذلك، فإن التحالف الروسي الجورجي كان له أثر عكسي لأن روسيا كانت غير راغبة في الوفاء بشروط المعاهدة، وشرعت في ضم المملكة المضطربة في عام 1801، وكذلك ضمت مملكة إيميريتي الجورجية الغربية في عام 1810. وقد تم الاعتراف في النهاية بالحكم الروسي على جورجيا في معاهدات السلام المختلفة مع بلاد فارس والعثمانيين، وتم استيعاب الأراضي الجورجية المتبقية من قبل الإمبراطورية الروسية بطريقة مجزأة خلال القرن التاسع عشر. أكد الجورجيون لفترة وجيزة على استقلالهم عن روسيا في ظل الجمهورية الجورجية الأولى في الفترة من عام 1918 إلى عام 1921، وأخيراً في عام 1991 من الاتحاد السوفيتي.